# Memorial militar în memoria ostașilor căzuți în 1944 (Tiraspol)
Memorialul militar în memoria ostașilor căzuți în 1944 este un monument amplasat pe str. 25 Octombrie, 26 în Tiraspol, Republica Moldova. Este un monument istoric de importanță națională inclus în Registrul monumentelor Republicii Moldova ocrotite de stat cu nr. 40 (municipiul Tiraspol).